# 湖 (哥本哈根)
湖是位于丹麦哥本哈根的3个最佳历史性的特色地标。

## 历史
这一地区最初只是一个长条形的地域，在城市外围形成一个弧形。中世纪早期，由于水车的出现，为了供水而兴建的水坝形成了Peblinge湖。

## 地理

湖的分布

包括3个人工湖，分成5个盆地：